# Le Harem de Madame Osmane
Le Harem de Madame Osmane és una pel·lícula de comèdia dramàtica coproducció hispano-franco-marroquina del 2000, que també fou l'òpera prima del seu director Nadir Moknèche i amb el paper principal interpretat per Carmen Maura. Ambientada en la Guerra Civil algeriana

## Argument
Ambientada a Alger el 1993, quan els militars van impedir la victòria del Front Islàmic de Salvació (FIS). A la casa de Madame Osmane, una antiga combatent de la guerra de la independència, hi viuen la seva filla contestatària, la seva nora, la seva neta, la seva criada amiga i confident i dues dones a qui ha llogat una habitació. Madame Osmane està obsessionada amb la respectabilitat i imposa una fèrria disciplina amagada d'amabilitat sota tots els habitants de la casa. Quan la seva filla s'enamora, el món de Madame Osmane, fins llavors perfectament controlat, comença a enfonsar-se.

## Repartiment
- Carmen Maura: Madame Osmane
- Myriam Amarouchene: Yasmine
- Linda Slimani: Sakina
- Nadia Kaci: la Rouquine
- Biyouna: Meriem
- Thamila Mesbah-Detraz: Tata Rabia
- Djemel Barek: Sid Ali
- Afida Tahri: Kheïra
- Fatiha Berber: la mare de Nasser
- Omar Bekhaled: Nasser

## Crítiques
Va tenir un gran èxit de públic a França i té una clara influència del cinema de Pedro Almodóvar, de tal manera que alguns crítics la consideren una versió àrab de Mujeres al borde de un ataque de nervios. Carmen Maura va rebre el Fotogramas de Plata 2000 a la millor actriu de cinema pel seu paper.